# Jacqueline Marval

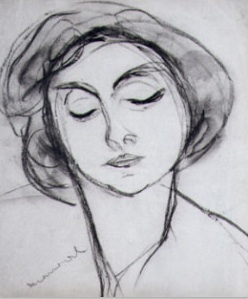
Jacqueline Marval, zelfportret

Jacqueline Marval, geboren Marie-Joséphine Vallet (Quaix-en-Chartreuse, oktober 1866 - Parijs, 28 mei 1932) was een Frans kunstschilderes.

## Leven en werk
Vallets ouders waren beiden onderwijzer. Ook zijzelf werd opgeleid om voor de klas te staan, maar voelde weinig roeping voor het vak. Ze huwde met de handelsreiziger Albert Valentine, met wie ze een zoontje kreeg, dat na zes maanden echter stierf. Deze gebeurtenis liet een diepe indruk achter bij haar. De spanningen in haar huwelijk die er op volgden leidden in 1891 tot een scheiding, waarna ze in Grenoble ging wonen. In 1894 ontmoette ze daar de kunstschilder François-Joseph Girot en trok met hem naar Parijs. Daar verliet ze hem na een jaar voor een andere kunstschilder, Jules Flandrin, met wie ze ging wonen in Montparnasse. Vanaf die tijd legde ze zich ook zelf toe op de schilderkunst en noemde ze zich Jacqueline Marval (Marie Vallet).
In 1900 bood Marval een aantal van haar werken aan bij de Salon des Indépendants, maar deze werden toen nog geweigerd. Toen ze er een jaar later wel mocht exposeren had ze groot succes en werden al haar werken opgekocht door de bekende kunsthandelaar Ambroise Vollard. In 1902 exposeerde ze met Flandrin in de Galerie de la rue Victor-Massé, naast werk van Albert Marquet en Henri Matisse. Met Matisse zou ze nauw bevriend raken, alsook met Kees van Dongen en Francis Picabia. Picabia vroeg haar in 1914 om haar werk De Odalisken (gemaakt in 1903) tentoon te stellen op zijn spraakmakende avant-gardistische paviljoen op de Armory Show te New York. Het werk werd geprezen door Guillaume Apollinaire. In 1911 kreeg ze een prestigieuze opdracht om de foyer van het Théâtre des Champs-Élysées te decoreren en maakte een twaalftal doeken naar het thema van Daphnis en Chloë.
Marvals stijl werd beïnvloed door het impressionisme en het fauvisme, maar onderscheidde zich door een meer exacte lijnvoering, waarmee haar werk iets modernistisch kreeg. Ze schilderde vooral vrouwfiguren en portretten. In het begin van haar carrière maakte ze ook diverse bloemstillevens.
Marval was een opvallende verschijning in het Parijse kunstenaarsleven. Met een roodgekleurde haardos en felgekleurde hoeden, werd ze wel de 'fee van het belle epoque' genoemd. Na de Eerste Wereldoorlog werd haar werk tentoongesteld in tal van Europese steden, maar vanaf die tijd zou ze zelf nog maar heel weinig schilderen. Lange tijd toonde ze zich vooral geïnteresseerd in ballet (Ballets Russes). Ook zette ze zich in de jaren twintig in voor de totstandkoming van een modernistische afdeling in het Musée de Grenoble, waar nog steeds veel van haar werk is te zien. Ze overleed in 1932, 65 jaar oud.

## Galerij

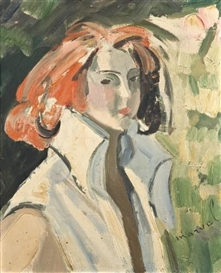
Portret van een vrouw
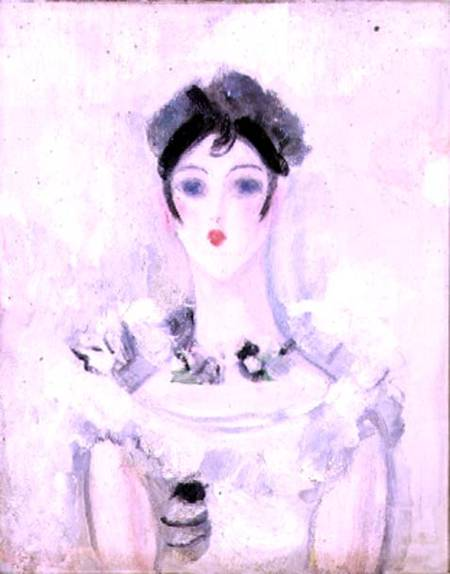
Jonge vrouw met kanten kraag
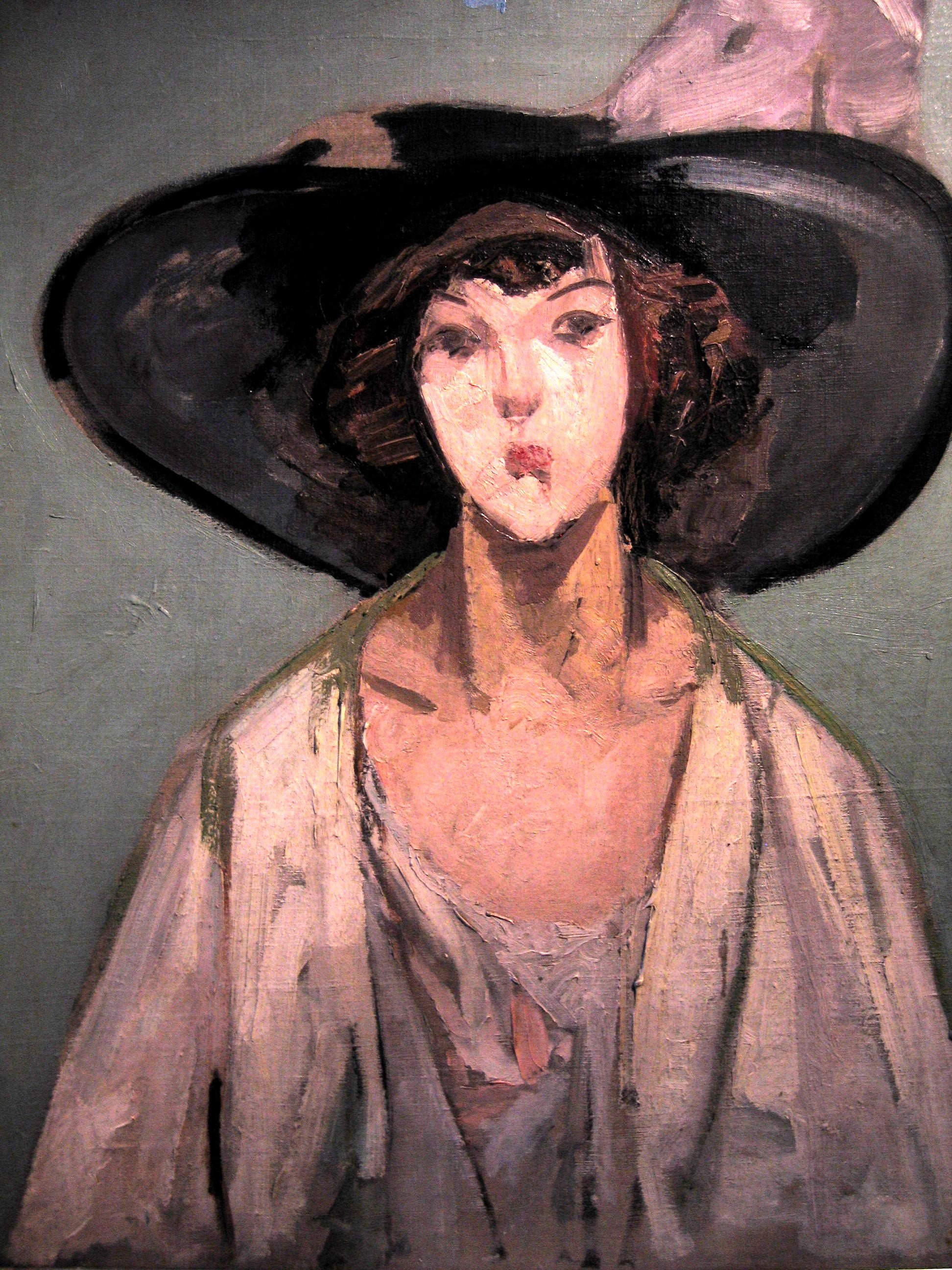
Vrouw met hoed
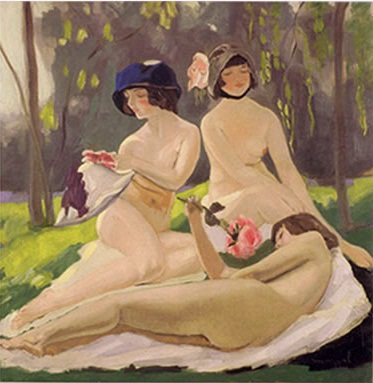
Rozen
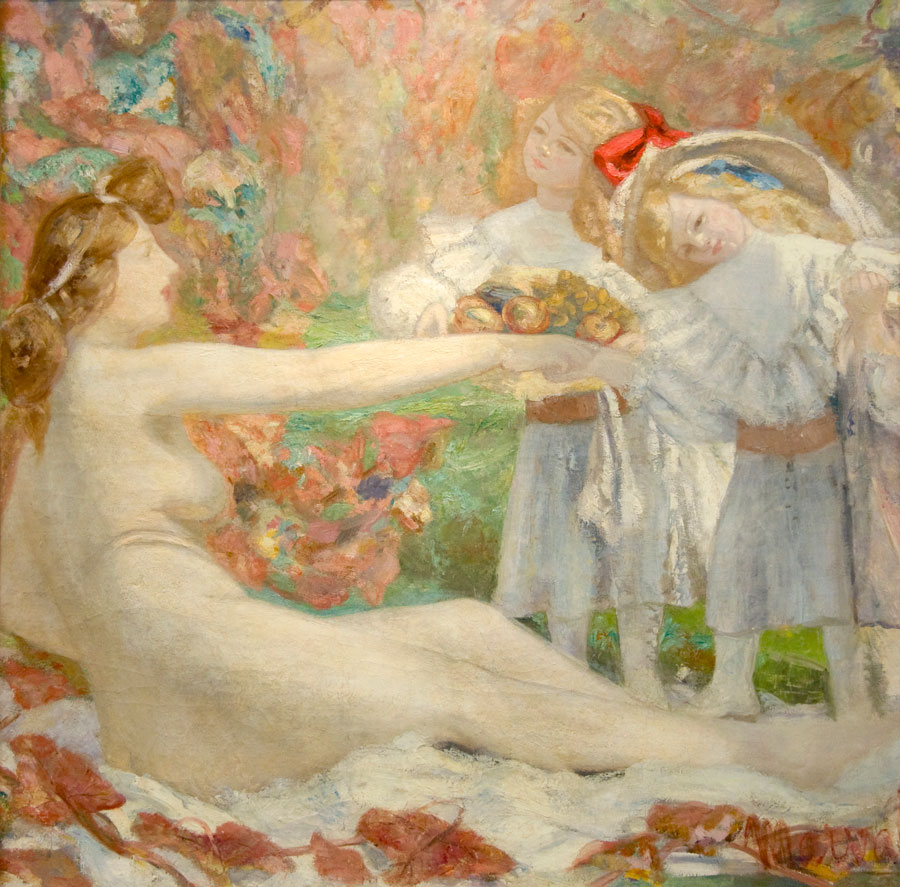
Herfst
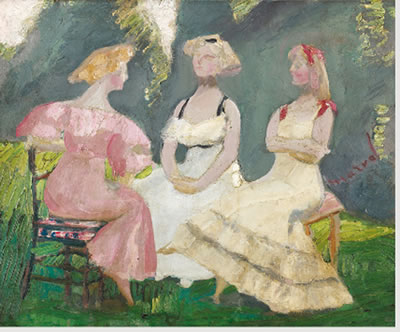
Les Bavardes
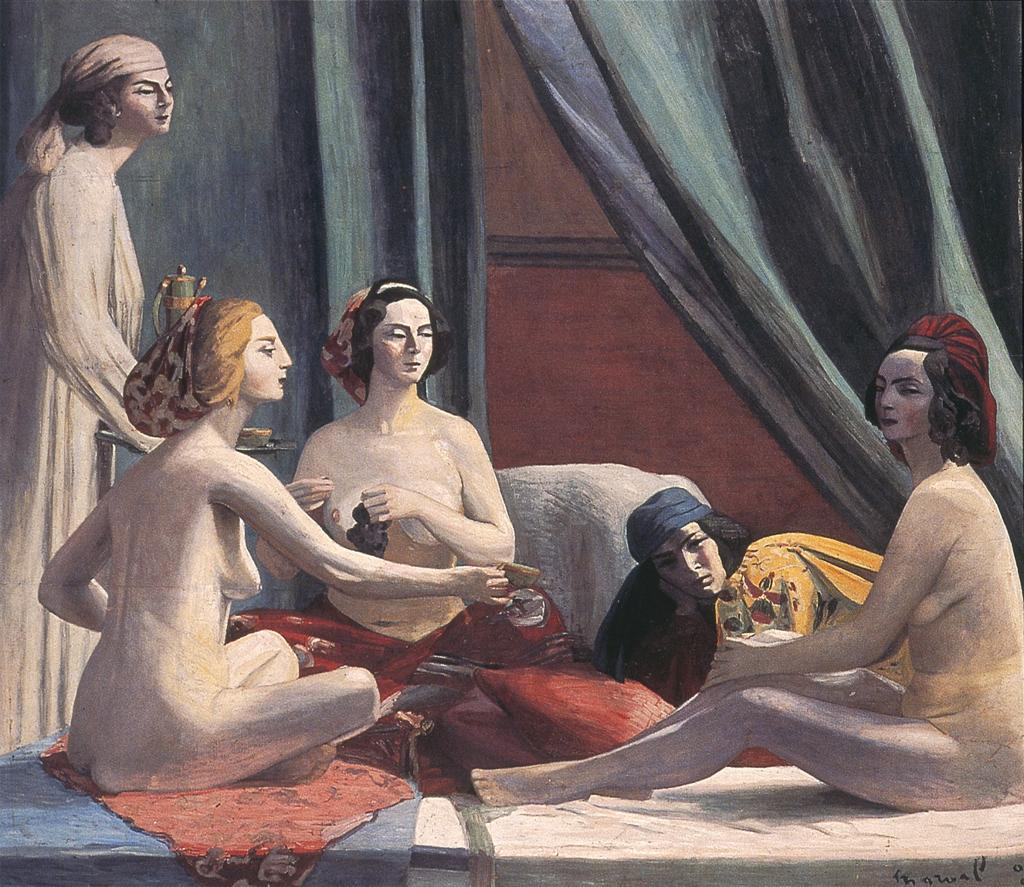
De odalisken
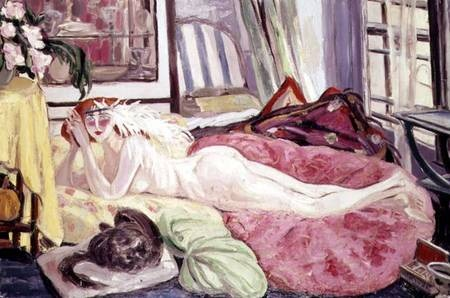
De bohemienne
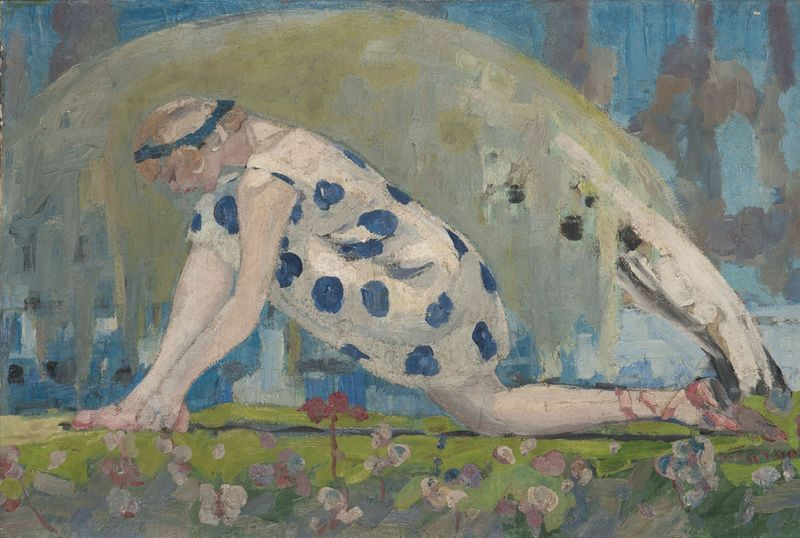
Danseres
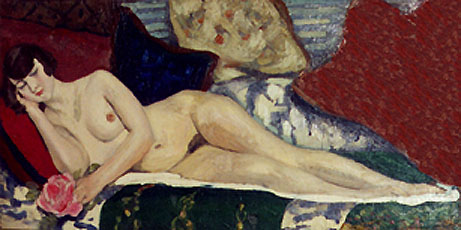
Rust